# مایک اسوین
مایک اسوین (انگلیسی: Mike Swain؛ زادهٔ ۲۱ دسامبر ۱۹۶۰) جودوکار اهل ایالات متحده آمریکا است.
وی در مسابقات کشوری و بین‌المللی در مجموع برندهٔ ۲ مدال طلا، ۲ مدال نقره و ۲ مدال برنز شده‌است. 